# فرانچسکا چیپریانی
فرانچسکا چیپریانی (ایتالیایی: Francesca Cipriani؛ زادهٔ ۳ ژوئیهٔ ۱۹۸۴) بازیگر، مدل و شخصیت تلویزیونی اهل ایتالیا است. وی مدتی گزارشگر یک شبکۀ تلویزیونی محلی بود و بعدها با حضور در مسابقۀ تلویزیونی «دختر شیطان، پسر کتاب‌خوان و بالعکس» بیشتر دیده شد.
از فیلم‌ها یا مجموعه‌های تلویزیونی که وی در آن‌ها نقش داشته‌است، می‌توان به سرانجام، منزل اشاره نمود.